# 구리면
구리면(九里面)은 경기도 양주군에 있었던 행정 구역이다. 현재 경기도 구리시와 서울특별시 중랑구(면목동 제외) 일대에 해당한다.
1914년 4월 1일, 경기도 양주군 구지면(九旨面)과 망우리면(忘憂里面)이 합쳐져 구리면(九里面)이 되었다.

## 역사
1914년의 행정구역과 현재의 행정구역 비교
| 1914년          | 1914년                                                                                         | 현재              | 현재                                                   |
| 면              | 리                                                                                             | 시·구             | 동                                                     |
| --------------- | ---------------------------------------------------------------------------------------------- | ----------------- | ------------------------------------------------------ |
| 구리면 (九里面) | 인창리, 사노리, 교문리, 수택리, 토평리, 아천리, 갈매리, 상봉리, 중화리, 묵동리, 망우리, 신내리 | 구리시            | 인창동, 사노동, 교문동, 수택동, 토평동, 아천동, 갈매동 |
| 구리면 (九里面) | 인창리, 사노리, 교문리, 수택리, 토평리, 아천리, 갈매리, 상봉리, 중화리, 묵동리, 망우리, 신내리 | 서울특별시 중랑구 | 상봉동, 중화동, 묵동, 망우동, 신내동                   |

- 1962년 12월 12일 : 구리면 상봉리, 중화리, 묵동리, 망우리, 신내리 등 5개 리가 서울특별시로 편입되었다.[2]
- 1963년 1월 1일 :  동대문구 망우출장소 관할이 되었다.
- 1973년 7월 1일 : 구리면이 구리읍으로 승격하였다.
- 1980년 4월 1일 : 남양주군이 양주군으로부터 분리·신설되어 남양주군 구리읍이 되었다.
- 1986년 1월 1일 : 구리읍이 구리시로 승격하였다.
- 1988년 1월 1일 : 구리면에서 편입된 지역을 중심으로 서울특별시 중랑구가 동대문구에서 분리·신설되었다.